# Winnifred Sprague Mason Huck
Pour les articles homonymes, voir Mason et Huck.
Winnifred Sprague Mason Huck, née le 14 septembre 1882 à Chicago et morte le 24 août 1936 dans la même ville, est une femme politique et journaliste américaine. Elle est la première femme à représenter l'Illinois à la Chambre des représentants des États-Unis et la troisième femme à y siéger.

## Biographie

### Enfance
Winnifred Huck est l'une des sept enfants du représentant des États-Unis William E. Mason et de sa femme Edith Julia White Mason. Elle étudie dans des écoles publiques à Chicago et Washington.

### Carrière politique

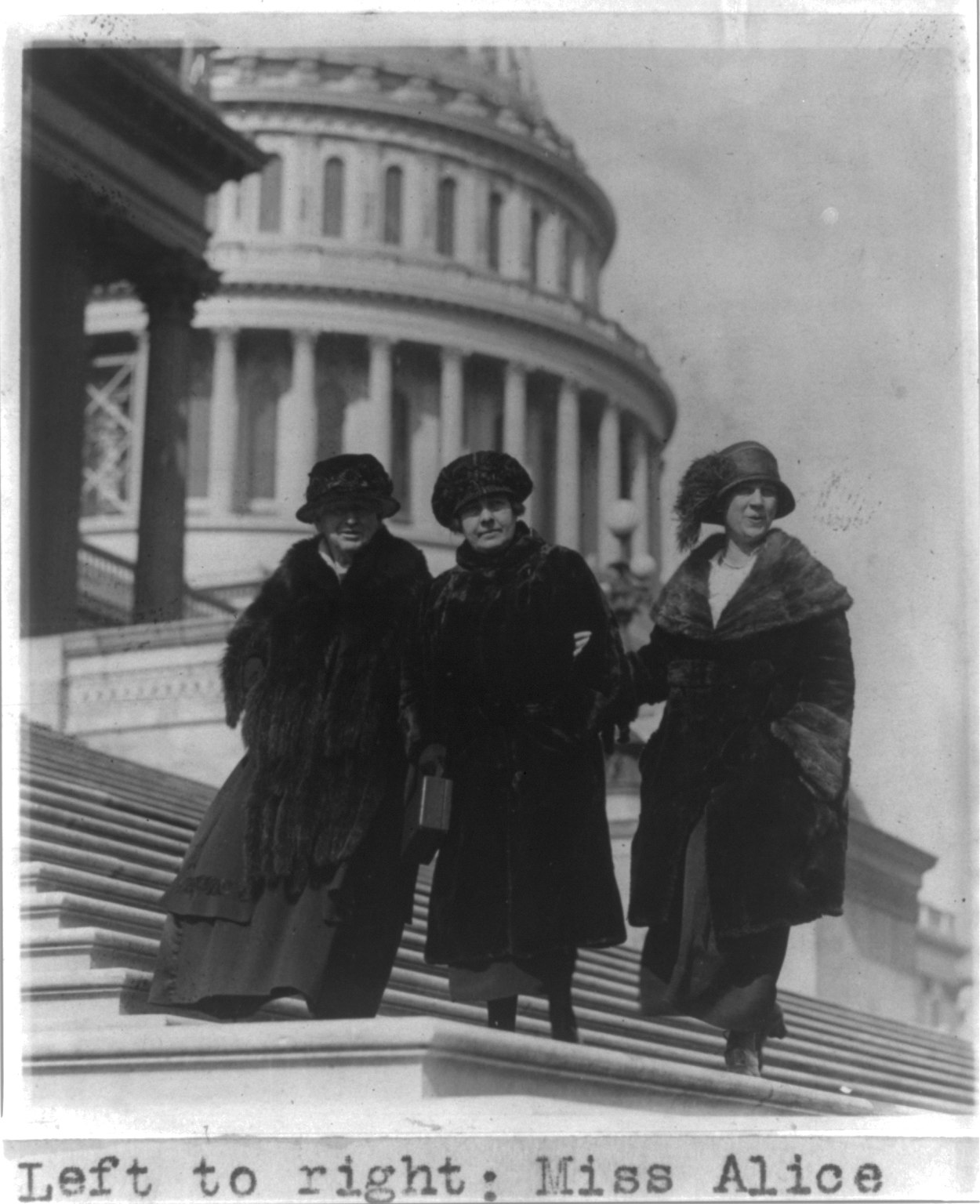
Alice Mary Robertson, Mae Nolan et Winnifred Sprague Mason Huck en 1923, pionnières féminines du Congrès.

En 1922, elle est élue membre de la Chambre des représentants pour l'Illinois (67e législature) en remplacement de son père qui vient de mourir, le 16 juin 1921. De par le travail de ce dernier, elle s'est toujours intéressée à la politique mais considère qu'avoir pris sa place fut comme « un éclair dans un ciel clair ». Bien qu'elle n'ait fait aucune campagne et n'ayant même pas l'appui du Republican Women's Club, elle bat le candidat démocrate Allen Albert avec 53 % des voix le 7 novembre 1922. Elle devient la troisième femme à être élue à la Chambre des représentants, deux ans après l'obtention par les femmes du droit de vote. Elle prête serment le 20 novembre. Son élection lance la tradition de la « succession des veuves », qui fera que 31 des 68 femmes élues à la Chambre entre 1918 et 1963 l'ont été en remplacement de leur mari.
Pendant son mandat, elle est membre du Comité des dépenses, du Comité de réforme du service civil et du Comité du droit de vote des femmes. Influencée par les idées de son père, elle milite pour des restrictions concernant le travail des enfants et pour que les femmes mariées disposent de leurs propres droits civiques, ainsi qu'en faveur du pacifisme. En ce sens, elle prononce un discours le 16 janvier 1923 pour défendre un amendement afin que chaque décision d'entrer en guerre soit votée par la population, considérant que « dans un pays où le peuple contrôle le gouvernement, il n'y a aucune opportunité pour une guerre de débuter ». Elle milite également pour l'indépendance des Philippines, de Cuba et de l'Irlande. Début 1923, elle se présente à la primaire républicaine pour la place devenue vacante après la mort de James Mann mais perd l'élection face à l'ancien parlementaire Morton D. Hull (en).

### Journalisme
Après son mandat, elle devient présidente du conseil politique du National Woman's Party, qui encourage les femmes à travailler dans la fonction publique et se tourne vers le journalisme d'investigation. Winnifred Huck écrit une série d'articles sur les prisons pour femmes dans le Chicago Evening Post en 1925, où elle critique le système judiciaire, les conditions de vie dans les prisons et se pose pour la réhabilitation des condamnés. Pour cela, elle se fait condamner sous un faux nom pour chapardage dans l'Ohio et envoyer dans la prison de Marysville, où elle passe un mois avant d'être libérée.
Malade pendant les dernières années de sa vie, elle meurt des complications liées à une opération d'une colite ulcéreuse idiopathique le 24 août 1936 dans l'hôpital presbytérien de Chicago. Elle est enterrée au Oakwood Cemetery de Waukegan (Illinois).